# Rödbrun jätteflygekorre
Rödbrun jätteflygekorre (Petaurista petaurista) är en däggdjursart som först beskrevs av Peter Simon Pallas 1766.  Petaurista petaurista ingår i släktet jätteflygekorrar och familjen ekorrar. IUCN kategoriserar arten globalt som livskraftig.
Inga underarter finns listade i Catalogue of Life. Wilson & Reeder (2005) skiljer mellan 18 underarter.
Denna flygekorre förekommer i Asien från östra Afghanistan och norra Pakistan till sydöstra Kina och söderut till Borneo och Java. Arten vistas där i kulliga regioner och i bergstrakter där den når 3100 meter över havet. Habitatet utgörs av olika slags skogar och av angränsande områden med buskar.
Som namnet antyder är rödbrun jätteflygekorre en stor art i familjen ekorrar. Den blir i genomsnitt 40 cm lång (huvud och bål), har en cirka 42 cm lång svans och väger ungefär 1,75 kg. Liksom andra flygekorrar har den en flygmembran som är fäst vid extremiteterna. Dessutom förekommer ett hudveck mellan svansroten och bakbenen som gör ytan ännu större. Pälsen på ovansidan är allmänt rödbrun men kan variera lite mellan olika populationer. Arten har fyra fingrar vid framtassarna och fem tår vid bakfötterna. De är utrustade med kraftiga böjda klor.
Individerna klättrar i växtligheten och svävar ibland från träd till träd. De kan segla upp till 75 meter. Rödbrun jätteflygekorre är aktiv på kvällen och under natten. I vissa regioner där arten lever förekommer kalla vintrar. Flygekorren håller ingen vinterdvala men flyttar vanligen till områden med bättre tillgång till föda. Utanför parningstiden lever varje individ ensam. Födan utgörs av frön från barrträd, unga växtskott, blad, kvistar, frukter och nötter. Djur i fångenskap åt däremot inga växtdelar med mycket cellulosa.
Fortplantningssättet är föga känt. Antagligen har honor mellan mars och augusti en eller två kullar med 2 till 3 ungar per kull. Födelsen sker i moderns näste och ungarna diar sin mor cirka 2,5 månader. Med människans vård kan arten leva 16 år.